# Малая Талда
Малая Талда — деревня в Прокопьевском районе Кемеровской области. Входит в состав Большеталдинского сельского поселения.

## География
Центральная часть населённого пункта расположена на высоте 221 метров над уровнем моря. Недалеко деревня Красный Яр. АБК Талдинского угольного разреза.

## Население
По данным Всероссийской переписи населения 2010 года, в деревне Малая Талда проживает 126 человек (66 мужчин, 60 женщин).

## Организации
- Дом культуры